# Sintetasi inducibile dell'ossido nitrico
La sintetasi inducibile dell'ossido nitrico (iNos) è un meccanismo dei macrofagi per produrre radicali liberi. Questo enzima è assente nel citosol dei macrofagi quiescenti, ma la cui sintesi può essere rapidamente indotta per l'azione combinata di LPS e INF-gamma.
L'iNos catalizza la conversione dell'arginina in citrullina, con conseguente liberazione di ossido nitrico diffusibile che a livello dei fagosomi, a pH acido, può combinarsi con il perossido di idrogeno o il superossido generati dal sistema dell'ossidasi, generando radicali perossinitrici altamente reattivi, che uccidono i microbi con efficienza molto elevata.